# カンボジア国立銀行
カンボジア国立銀行（カンボジアこくりつぎんこう、クメール語: ធនាគារជាតិនៃកម្ពុជា）（英語: National Bank of Cambodia）（NBC）は、プノンペンにあるカンボジアの中央銀行である。首都プノンペンに所在する。銀行の任務は金融・為替政策の管理で、銀行・金融機関の規制、国民通貨であるリエルの管理も含まれる。2020年10月にはデジタル通貨「バコン」を導入した。
カンボジアがフランス領インドシナから独立した際に、インドシナ印刷所が閉鎖された後の1954年に設立された銀行である。
1975年から1979年までの民主カンプチア（ポル・ポト政権）では金融システム全体が存在しなくなったが、1979年10月に中央銀行が再設立された。
カンボジア国立銀行は「レッドバンク」「バンク・ルージュ」とも呼ばれ、1979年から1992年までは「カンプチア人民国立銀行」と呼ばれた。

## 総裁
| 名前            | 期間          |
| --------------- | ------------- |
| ソン・サン      | 1955年-1969年 |
| Touch Kim       | 1970年-1972年 |
| Hing Kunthel    | 1972年-1973年 |
| Sok Chhong      | 1973年-?      |
| 廃止            | 1975年-1979年 |
| Chan Phin       | 1979年-1981年 |
| Cha Rieng       | 198年-1993年  |
| Thor Peng Leath | 1993年-1998年 |
| Chea Chanto     | 1998年 -      |

## 支店
- 国内の25の省と市に21の支店[11]